# Geologie von British Columbia

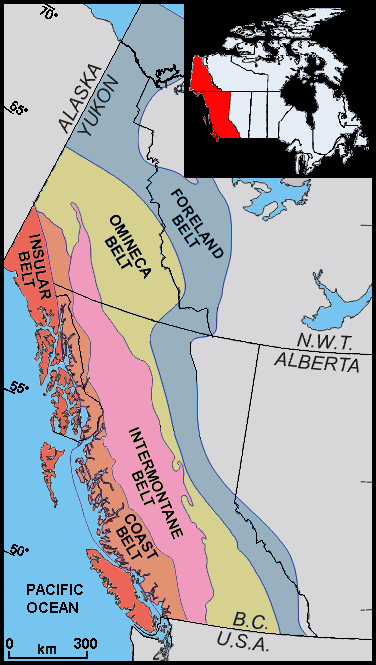
Geologische Zonen in Westkanada

Die Geologie von British Columbia ist durch die Lage der heutigen kanadischen Provinz British Columbia am Rand des nordamerikanischen Kontinents bedingt. Die gebirgige Physiographie und die Diversität unterschiedlicher Gesteinstypen und -alter weisen auf eine komplexe geologische Entwicklung hin, welche ungeachtet eines Jahrhunderts der Erforschung und Kartierung fortlaufend überprüft wird.
Die bekanntesten geologischen Formationen der Provinz sind seine Gebirge, zu denen die nordamerikanischen Kordilleren zählen, die sich von Mexiko im Süden bis nach Alaska erstrecken.

## Theorie der Terrane
Die Theorie der Terrane wurde erstmals 1971 von Jim Monger von der Geological Survey of Canada und Charlie Rouse vorgebracht, um eine Reihe von Fusulinida-Fossilien zu erklären,  die im zentralen British Columbia gefunden wurden. Statt anzunehmen, dass Fazies sich änderten oder Fjorde, Buchten und Meerengen hinter dieser Erscheinung steckten (was zu dieser Zeit die verbreitetste Erklärung war), schlugen die beiden Geologen vor, dass die fraglichen Fossilien Teil eines Gemenges von Gesteinen gewesen waren, die den Pazifik überquert hatten, um an ihrem gegenwärtigen Ort abgelagert zu werden. Diese Theorie wurde anschließend von Porter Irwin und Davy Jones von der US Geological Survey zu ihrer heutigen Definition fortentwickelt, wonach es sich um „an Verwerfungen gebundene regionale Entitäten“ handelt, welche „durch eine jeweils andere geologische Geschichte als ihre Nachbarn charakterisiert“ wären.
Terrane sind am häufigsten mit verschiedenen tektonischen Strukturen wie Inselbögen, vulkanischen Hochebenen, Subduktionszonen, Kontinentalrändern, mittelozeanischen Rücken und Kontinentalfragmenten assoziiert. Diese Terrane werden in abgestufter Weise von Elementen wie Überlagerungsformationen und Intrusionen zusammengehalten und sind dann an den Kontinent akkretiert. In einigen Fällen kann ein Terran vielfältige tektonische Strukturen enthalten. Der Cache Creek Terrane ist aus massiven Kalk-Komponenten, einem Bestandteil der ozeanischen Kruste, sowie Megabrekzien aus der Subduktion zusammengesetzt.

## Aufbau und Zusammensetzung
Von Ost nach West werden fünf morphogeologische Zonen unterschieden: die Vorland-, die Omineca-, die Intermontan-, die Küsten- und die Insel-Zone. Jede hat ihre einzigartige Geologie, wozu eine jeweils unterschiedliche metamorphische, physiographische, metallogenetische und tektonische Vergangenheit gehört.

### Vorland-Zone
Die Vorland-Zone (engl. Foreland Belt) ist aus schwach metamorphen Sedimentgesteinen zusammengesetzt, welche 1,4 Milliarden bis 33 Millionen Jahre alt sind. Die Zone stellt sich als eine Sequenz von Grabenbrüchen dar, gefolgt von einem passiven Kontinentalrand, der in einen Backarc-Becken-Falten-Überschiebungs-Gürtel mit die Gebirgsbildung begleitende Sedimentation verdreht wurde. Außer im Nordosten der Provinz, wo die Erdoberfläche in ausgedehnte Ebenen übergeht, ist die Region stark zerklüftet.

### Omineca-Zone
Die Omineca-Zone (engl. Omineca Belt) ist aus stark metamorphen, perikratonischen (um einen Kraton herum angeordneten) Terranen und Fragmenten von Nordamerika zusammengesetzt, die zwei Milliarden bis 180 Millionen Jahre alt sind. Zu den Terranen in der Zone gehören der Slide-Mountain-Terran, der Yukon–Tanana-Terran und der Cassiar-Terran. Über die gesamte Länge geht die Zone von niedrigen Hügeln in hohe Berge über; der Großteil der Region ist extrem zerklüftet.

### Intermontane Zone
Die Intermontane Zone (engl. Intermontane Belt) ist eine ebenere, eher runde Region, die aus drei Terranen zusammengesetzt ist, dem Stikine-Terran, dem Quesnel-Terran und dem Cache-Creek-Terran. Die Zone hat einen geringeren metamorphischen Grad als die Omineca-Zone. Ihr Alter beträgt zwischen 400 Millionen und 10.000 Jahren. In den vergangenen 10.000 Jahren wurde vulkanische Aktivität festgestellt, darunter am Nazko Cone und im Satah-Mountain-Vulkanfeld.

### Küsten-Zone
In der Küsten-Zone (engl. Coast Belt) kann das Ergebnis des einzigen und größten Ergusses von Granit und Granodiorit im Phanerozoikum beobachtet werden. Sie enthält stark metamorphe Bruchstücke der Terrane sowohl der Insel-Zone als auch der Intermontanen Zone. Im Südosten gibt es eine Serie kleiner Terrane sowohl ozeanischer (Bridge River Vent und Chilliwack-Batholith) als auch kontinentaler Verwandtschaft (Jack Konat Mountain, Ladner). Der schwer verwitternde Granit ist in der gesamten Zone extrem rau.

### Insel-Zone
Die Insel-Zone (engl. Insular Belt) ist aus den außerhalb des Festlands gelegenen Terranen zusammengesetzt, die vor ihrer Akkretion keine Verbindung zu Nordamerika hatten. Es gibt zwei Haupt-Terrane — den Wrangellia-Terran und den Alexander-Terran — sowie einige kleinere wie den Pacific-Rim-Terran. Weil die Insel-Zone die tektonisch aktivste von allen ist, gibt es hier den größten Höhenunterschied zwischen den Tiefen des Queen Charlotte Sound bis zu den Gipfeln der Wrangell Mountains und der Saint Elias Mountains. Das Alter der Zone liegt zwischen 600 Millionen Jahren und der Gegenwart. Die Grade der Metamorphose sind abhängig vom Alter und vom Wirtsgestein.